# Grijpskerk

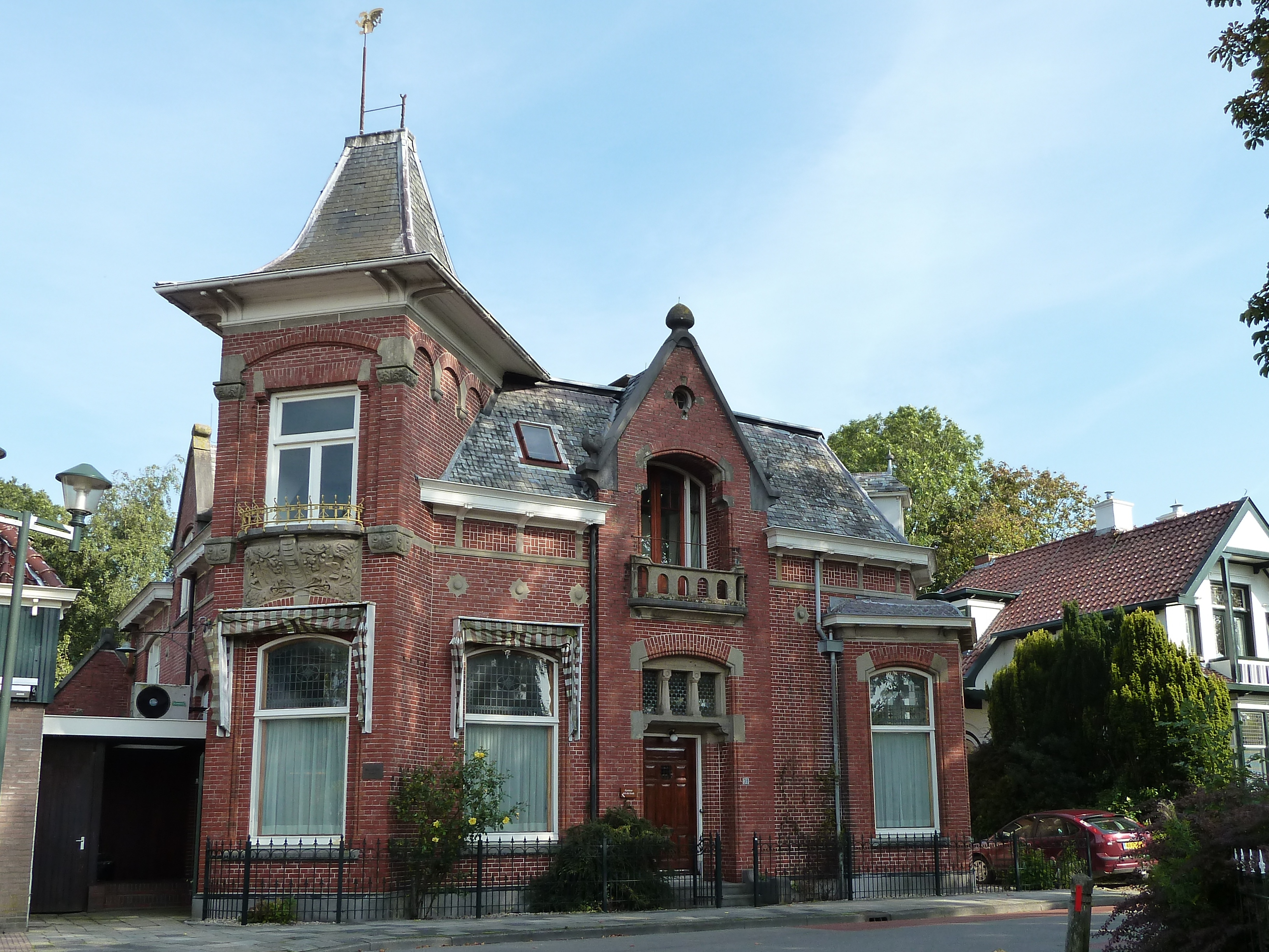
Edificio storico a Grijpskerk

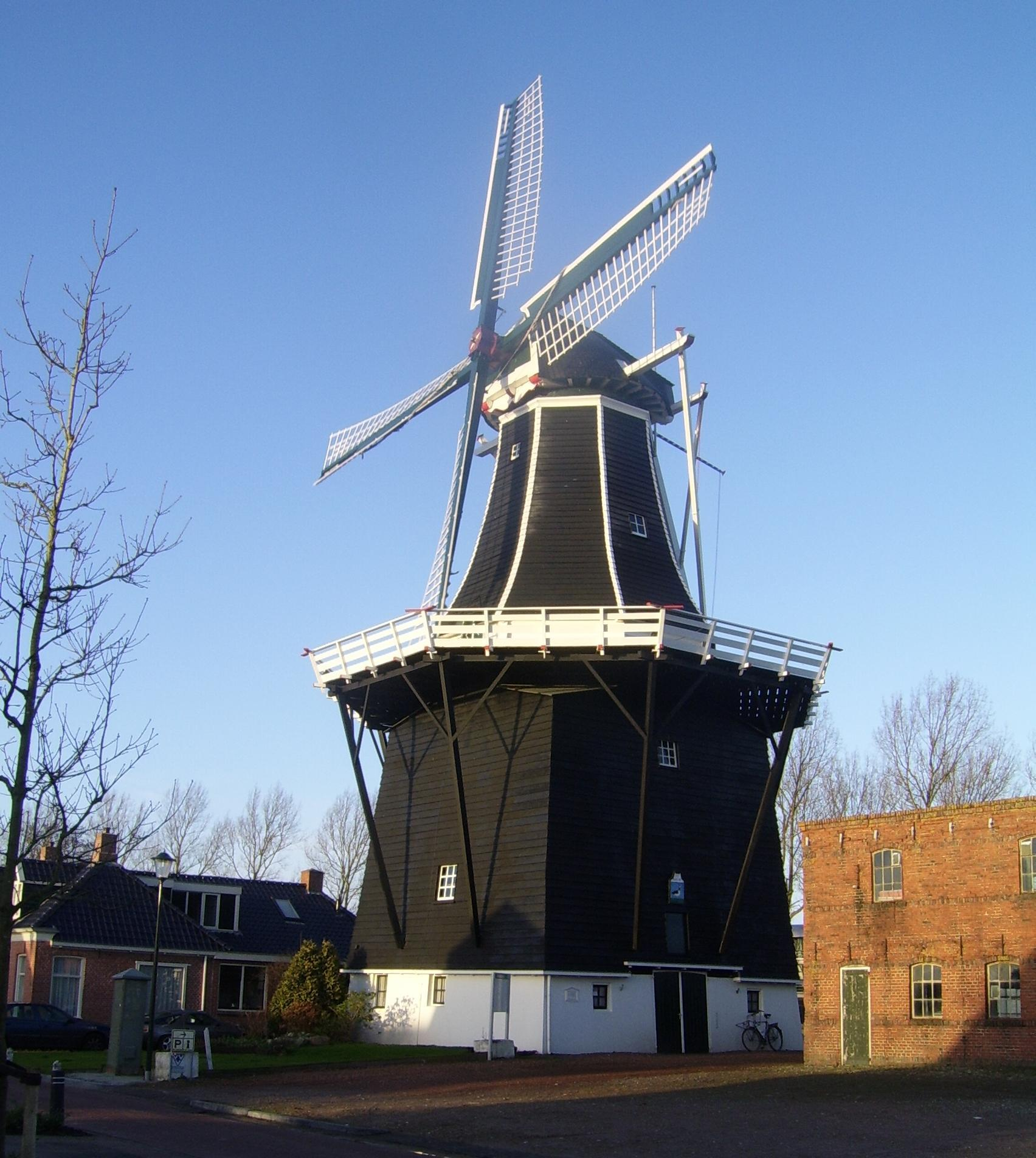
Grijpskerk: il mulino De Kievit

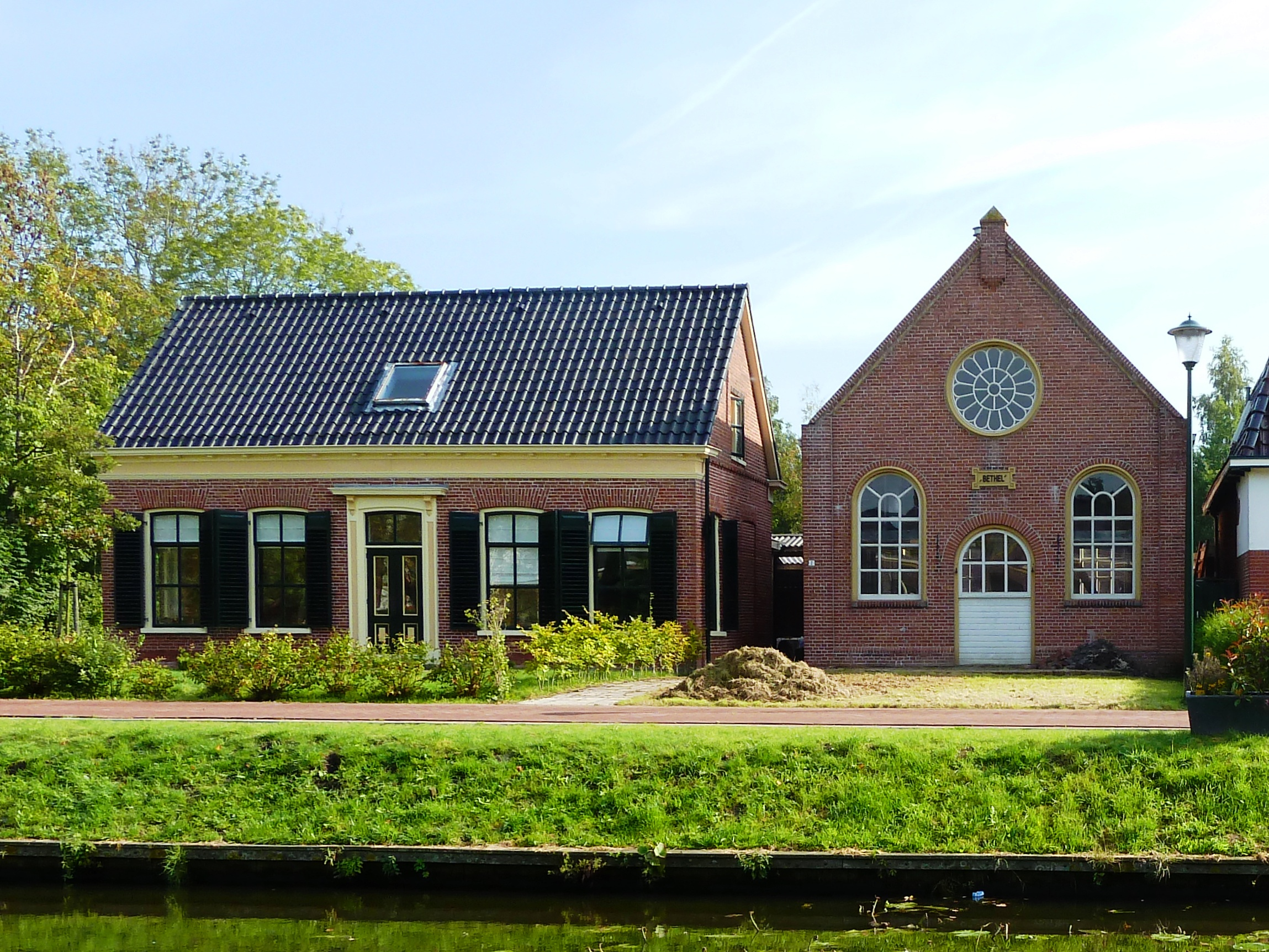
Chiesa a Grijpskerk

Grijpskerk  (in Gronings: Gruupskerk o Griepskerk) è un villaggio di circa 2.500 abitanti del nord-est dei Paesi Bassi, facente parte della provincia di Groninga e situato nella regione di Westerkwartier. Dal punto amministrativo, si tratta di un ex-comune, il cui territorio, dal 1990  è stato annesso alla municipalità di Zuidhorn, dove si trova oggi il villaggio, e Grootegast, e dal 2019, inglobato nella nuova municipalità di Westerkwartier.

## Geografia fisica

### Collocazione
Grijpskerk si trova nella parte nord-occidentale della provincia di Groninga, al confine con la provincia della Frisia ed è situato tra le località di Zoutkamp e Grootegast (rispettivamente a sud della prima e a nord della seconda), a circa 20 km ad ovest/nord-ovest di Groninga.

### Suddivisione amministrativa
buurtschappen
- Gaarkeuken
- Hoekje
- Vierhuizen
- Westerhorn

## Storia
Nel 1250 il villaggio si trovò lungo la diga di Langewolde, diga voluta dagli abati dei monasteri di Aduard e Gerke e che collegava la Frisia con la provincia di Groninga.

## Stemma
Lo stemma di Grijspkerk si configura come uno scudo con corona, in cui sono raffigurati un grifone (grijp; nella parte superiore) e una chiesa (in olandese: kerk; nella parte inferiore).

## Monumenti e luoghi d'interesse

### Mulino De Kievit
Tra i principali monumenti di Grijpskerk, figura il mulino De Kievit, un mulino a vento risalente al 1899.

### Westerhornermolen
Altro storico mulino a vento di Grijpskerk è il Westerhornermolen.

## Sport
La squadra di calcio locale è il Voetbalvereniging Grijpskerk.